# سان بيدرو دي ميرايدا
بلدية سان بيدرو دي ميرايدا (بالإسبانية: San Pedro de Mérida)‏, هي إحدى بلديات مقاطعة بطليوس، التي تقع في منطقة إكستريمادورا، والتي تقع في غرب إسبانيا.
يبلغ عدد سكانها 829 نسمة وفقاً لإحصائية سنة (2002).